# Stephen Covey
Stephen Richards Covey, né le 24 octobre 1932 à Salt Lake City et mort le 16 juillet 2012 à Idaho Falls, est un auteur, homme d'affaires et conférencier américain. Il était professeur à l'école de commerce Jon M. Huntsman de l'université d'État de l'Utah au moment de sa mort.
Son livre le plus connu est Les Sept Habitudes des gens efficaces publié en France sous le titre Les 7 Habitudes des gens qui réussissent. Son livre sur la huitième habitude fait référence au développement de l'intelligence intra-personnelle d'Howard Gardner, une intelligence qui serait située au même endroit du cerveau que l'inter-personnelle, soutenant ainsi la théorie des intelligences multiples. Le développement des intelligences multiples permet de créer le talent selon les livres de Covey.

## Biographie
Stephen Covey a obtenu une licence en administration des affaires à l'université de l'Utah, un MBA de l'université Harvard et un doctorat en éducation religieuse de l'université Brigham Young de Laval. 
Il a également été membre de la fraternité Pi Kappa Alpha (en) International et il a reçu dix doctorats honorifiques.